# CA Boca Juniors (beach soccer)
Maillots
La section beach soccer du CA Boca Juniors est un club argentin basé dans le quartier populaire de La Boca à Buenos Aires, la capitale argentine, le club est notamment connu pour les succès de sa section de football, très populaire en Argentine.

## Palmarès
- Coupe du monde des clubs
  - Quart de finale en 2012
  - 1er tour en 2011

## Personnalités

### Anciens joueurs
Joueurs ayant participé à la Coupe du monde des clubs 2011 sous les couleurs de Boca :
- Adielson
- Agustin Dallera
- Bruno Malias

### Effectif 2012
Effectif lors de la Coupe du monde des clubs 2012 :
| Coach : Gustavo Casado | Coach : Gustavo Casado  |
| ---------------------- | ----------------------- |
| Cesar Leguizamon       | Fred                    |
| Luciano Franceschini   | Victor Lopez            |
| Rodriguez Larreta      | Simone Del Mestre       |
| Nicolas Bella          | Javier Vivas            |
| Dino Tambaú            | Sebastian Gomez Polatti |